# Pedro Vicente Fonseca
Pedro Vicente Fonseca, meglio noto come Pecente (São Vicente, 21 gennaio 1935), è un ex cestista brasiliano.

## Carriera
Ha partecipato al Campionato del mondo 1959, dove ha vinto la medaglia d'oro, segnando 61 punti in 9 partite.